# Patinage de vitesse aux Jeux olympiques de 2014 - 3 000 mètres femmes
Navigation
Vancouver 2010 Pyeongchang 2018
Le 3 000 mètres féminin de patinage de vitesse aux Jeux olympiques d'hiver de 2014 a lieu le 9 février 2014 à 15 h 30 au Centre de patinage Adler Arena. C'est la 15e fois que l'épreuve est disputée.
La tenante du titre est la Tchèque Martina Sáblíková qui a remporté l'épreuve à Vancouver en 2010 devant l'Allemande Stephanie Beckert, médaille d'argent, et la Canadienne Kristina Groves, médaille de bronze.

## Médaillés
| Or               | Argent                  | Bronze          |
| Ireen Wüst (NED) | Martina Sáblíková (CZE) | Olga Graf (RUS) |

## Résultats
Les courses commencent à 15:30.
| Rang                                | Couple | Ligne | Athlète                  | Nationalité        | Temps         | Retard   |
| ----------------------------------- | ------ | ----- | ------------------------ | ------------------ | ------------- | -------- |
| Médaille d'or, Jeux olympiques      | 13     | I     | Ireen Wüst               | Pays-Bas           | 4 min 00 s 34 |          |
| Médaille d'argent, Jeux olympiques  | 12     | I     | Martina Sáblíková        | République tchèque | 4 min 01 s 94 | +1 s 61  |
| Médaille de bronze, Jeux olympiques | 10     | I     | Olga Graf                | Russie             | 4 min 03 s 47 | +3 s 13  |
| 4                                   | 11     | I     | Claudia Pechstein        | Allemagne          | 4 min 05 s 26 | +4 s 92  |
| 5                                   | 8      | I     | Annouk van der Weijden   | Pays-Bas           | 4 min 05 s 75 | +5 s 41  |
| 6                                   | 11     | O     | Ida Njåtun               | Norvège            | 4 min 06 s 73 | +6 s 39  |
| 7                                   | 14     | O     | Antoinette de Jong       | Pays-Bas           | 4 min 06 s 77 | +6 s 43  |
| 8                                   | 6      | I     | Yuliya Skokova           | Russie             | 4 min 09 s 35 | +9 s 02  |
| 9                                   | 13     | O     | Shiho Ishizawa (nl)      | Japon              | 4 min 09 s 39 | +9 s 05  |
| 10                                  | 10     | O     | Jilleanne Rookard (en)   | États-Unis         | 4 min 10 s 01 | +9 s 68  |
| 11                                  | 8      | O     | Bente Kraus              | Allemagne          | 4 min 10 s 16 | +9 s 83  |
| 12                                  | 9      | I     | Jelena Peeters           | Belgique           | 4 min 10 s 87 | +10 s 53 |
| 13                                  | 3      | O     | Kim Bo-reum              | Corée du Sud       | 4 min 12 s 08 | +11 s 74 |
| 14                                  | 5      | I     | Mari Hemmer              | Norvège            | 4 min 12 s 21 | +11 s 87 |
| 15                                  | 1      | I     | Shoko Fujimura           | Japon              | 4 min 12 s 71 | +12 s 37 |
| 16                                  | 9      | O     | Natalia Czerwonka        | Pologne            | 4 min 13 s 26 | +12 s 92 |
| 17                                  | 4      | O     | Stephanie Beckert        | Allemagne          | 4 min 13 s 54 | +13 s 21 |
| 18                                  | 7      | I     | Luiza Złotkowska         | Pologne            | 4 min 14 s 18 | +13 s 85 |
| 19                                  | 7      | O     | Brittany Schussler       | Canada             | 4 min 14 s 65 | +14 s 31 |
| 20                                  | 1      | O     | Yekaterina Shikhova      | Russie             | 4 min 14 s 97 | +14 s 63 |
| 21                                  | 14     | I     | Masako Hozumi            | Japon              | 4 min 15 s 52 | +15 s 18 |
| 22                                  | 2      | I     | Anna Rokita              | Autriche           | 4 min 16 s 43 | +16 s 09 |
| 23                                  | 4      | I     | Francesca Lollobrigida   | Italie             | 4 min 16 s 51 | +16 s 18 |
| 24                                  | 3      | I     | Ivanie Blondin           | Canada             | 4 min 18 s 69 | +18 s 36 |
| 25                                  | 5      | O     | Noh Seon-yeong           | Corée du Sud       | 4 min 19 s 02 | +18 s 68 |
| 26                                  | 2      | O     | Anna Ringsred            | États-Unis         | 4 min 21 s 51 | +21 s 17 |
| 27                                  | 6      | O     | Yang Shin-young          | Corée du Sud       | 4 min 23 s 67 | +23 s 33 |
|                                     | 12     | O     | Katarzyna Bachleda-Curuś | Pologne            | DSQ           | DSQ      |